# Palacio Czapski
El palacio Czapski  (en polaco: Pałac Czapskich), asimismo llamado Palacio Krasiński, Sieniawski o Raczyński, es un palacio situado en el centro de Varsovia, en el número 5 de la Krakowskie Przedmieście. Se considera un ejemplo muy significativo de la arquitectura rococó en Polonia. En la actualidad aloja la Academia de Bellas Artes de Varsovia. Se inició la construcción del edificio alrededor de 1686. El diseño inicial se debe a Tylman van Gameren; entre 1712 y 1721 fue reconstruido y ampliado por Agostino Locci y Kacper Bażanka. En 1733 fue comprado por Aleksander Czartoryski, como dote para su hija María que se había casado con su primo Thomas Czapski (1711-1761).
Su carácter rococó procede de 1752-1765, cuando el palacio pertenecía a la familia Czapski, decorándose la fachada que da a la Krakowskie Przedmieście con águilas y figuras alegóricas de las Cuatro Estaciones.
Chopin habitó en el palacio al comienzo de la década de 1830. Tras diversas adiciones y pasar por diversos propietarios, el edificio fue seriamente dañado por la artillería alemana, al comienzo de la Segunda Guerra Mundial en 1939, perdiéndose pinturas, mobiliario, y libros de gran valor. Fue reconstruido en la posguerra con diseño de Stanisław Brukalski.